# Franziska von Reventlow
Franziska von Reventlow, en realidad Fanny Liane Wilhelmine Sophie Auguste Adrienne condesa de Reventlow (n. en Husum, norte de Alemania, el 18 de mayo de 1871 - m. el 26 de julio de 1918), fue una escritora alemana, artista y traductora, que se hizo famosa como la "Condesa bohemia" de Schwabing (un distrito de Múnich) poco antes y en los años de la Primera Guerra Mundial.

## Vida

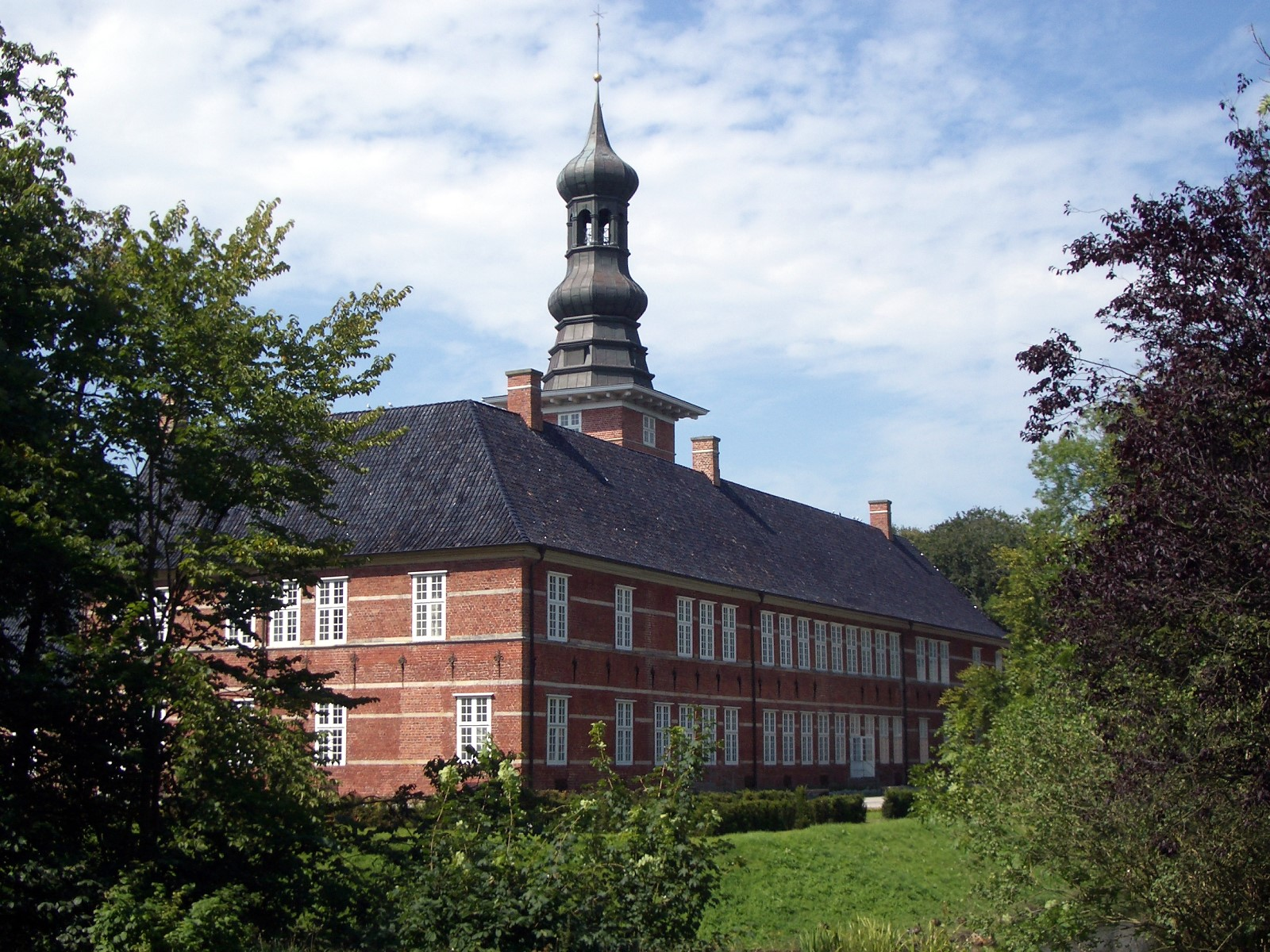
El castillo familiar en Husum

Franziska de Reventlow, nació en Husum, en el norte de Alemania, en 1871. Era la quinta hija de unos aristócratas prusianos: su padre, conde de Reventlow, Ludwig (1825-1894) y su madre, Emilie (1834-1905), eran amigos del gran escritor de Husum, Theodor Storm.
Franziska, rebelde desde su infancia y juventud, se apartó de su familia, parte de la cual por cierto se uniría al partido nazi, como por ejemplo su hermano Ernst von Reventlow.Tras estar con una familia amiga, se trasladó a Hamburgo, donde conoció a Walter Lübke, que le abonó sus estudios en arte en Múnich. En 1893 se instaló allí en Múnich y se casó con él en 1894, tuvo un hijo y luego se divorció en 1897. Allí conoció entre otros a los escritores Theodor Lessing y Oskar Panizza, al poeta Rainer Maria Rilke, que destacó su valía, a Marianne von Werefkin, Alexei von Jawlensky o al autor teatral Franz Wedekind.
Fue traductora del francés y escribió ya artículos satíricos y chistes para periódicos (el Frankfurter Zeitung) y revistas, así el Simplicissimus. Publicó en 1903, "Ellen Olestjerne", su primera novela. Fue una militante del movimiento feminista que empezaba a tener empuje en Europa muy original: más allá de las reivindicaciones económicas y sociales, defendió la libertad sexual y la abolición del matrimonio.
Se marchó de Múnich en 1910 y se instaló en Ascona (Suiza), donde escribió las novelas llamadas "Schwabing" . Un año después se casó, por conveniencia económica al parecer con Alexander von Rechenberg-Linten (que se arruinó en 1914). En 1916 se trasladó a Muralto (a orillas del Lago Maggiore).
En junio de 1918, Franziska von Reventlow tuvo un accidente con su bicicleta; fue operada en Locarno, pero murió a finales de junio. Emil Ludwig hizo su elogio fúnebre.
En España se han publicado dos de sus novelas: El complejo del dinero (2010) (Der Geldkomplex, 1916) y El largo adiós de Ellen Olestjerne (2011) (Ellen Olestjerne, 1903).

## Obras
- Klosterjungen. Humoresken, Leipzig Wigand, 1897, dos relatos (con Otto Eugen Thossan)
- Das Männerphantom der Frau (ensayo), en: Zürcher Diskußionen, 1898
- Was Frauen ziemt (ensayo), en: Zürcher Diskußionen 1899, con el título Viragines oder Hetären?
- Erziehung und Sittlichkeit (ensayo), en: Otto Falckenberg, Das Buch von der Lex Heinze, Leipzig, 1900
- Ellen Olestjerne, Múnich, 1903, novela
- Von Paul zu Pedro, Múnich, Langen, 1912
- Herrn Dames Aufzeichnungen oder Begenheiten aus einem merkwürdigen Stadtteil, Múnich, Langen, 1913
- Der Geldkomplex, Langen, Munich, 1916, novela
- Das Logierhaus zur Schwankenden Weltkugel und andere Novellen, Múnich, Langen, 1917, relatos
- Tagebücher, Passau, Stutz, 2006; diario, editado por Irene Weiser y Jürgen Gutsch.